# Indonesische Fußballnationalmannschaft
Die indonesische Fußballnationalmannschaft (indonesisch: Tim nasional sepak bola Indonesia) vertritt die südostasiatische Republik Indonesien im Fußballsport. 1938 nahm die Mannschaft als Niederländisch-Indien zum ersten und einzigen Mal an der Fußball-Weltmeisterschaft teil. Das Team nahm seit der Erstaustragung 1996 an allen Fußball-Südostasienmeisterschaften der ASEAN Football Federation mit sechs Finaleinzügen teil und qualifizierte sich zudem von 1996 bis 2007 bei vier Fußball-Asienmeisterschaften (Platz 21 der ewigen Tabelle). Die Mannschaft ist der Football Association of Indonesia (Persatuan Sepakbola Seluruh Indonesia, PSSI) unterstellt.
Heimstätte der Merah Putih (zu Deutsch: Rot und Weiß) ist das 1962 fertiggestellte Gelora-Bung-Karno-Stadion in der Hauptstadt Jakarta.

## Geschichte
Bei der Fußball-Weltmeisterschaft 1938 war die damalige niederländische Kolonie unter dem Namen Niederländisch-Indien vertreten, in der ersten Runde konnte man sich allerdings nicht gegen den späteren Vizeweltmeister Ungarn behaupten und schied nach dem 0:6 gegen diesen aus.
Erst 1958 – 20 Jahre später – nahm das mittlerweile unabhängige Indonesien wieder an der WM-Qualifikation teil. In der ersten Runde setzte sich Indonesien gegen die Mannschaft Chinas durch, in der zweiten Runde weigerte man sich allerdings gegen Israel anzutreten. Wiederum spielte Indonesien 16 Jahre lang nicht mehr in der Qualifikation. An den Qualifikationen für die Weltmeisterschaften 1974 bis 2014 nahm die Mannschaft ununterbrochen teil, konnte sich jedoch nicht für die jeweiligen Endrunden qualifizieren. Von der Qualifikation zur WM 2018 wurde die Mannschaft von der FIFA ausgeschlossen, da sich die indonesische Regierung wiederholt in Verbandsangelegenheiten eingemischt hatte.
Nach mehreren Anläufen gelang Indonesien im Jahre 1996 erstmals die Qualifikation für die Asienmeisterschaft. Bei der Endrunde in den Vereinigten Arabischen Emiraten schieden die Indonesier allerdings mit einem Punkt (ein 2:2 gegen Kuwait) ebenso wie vier Jahre später im Libanon bereits in der Vorrunde aus. Bei der Asienmeisterschaft 2004 gelang mit 2:1 über Katar der erste Sieg, zum Weiterkommen reichte es dennoch nicht. 2007 war Indonesien einer der Gastgeber für die Endrunde, die Gastgeber starteten mit ihrem zweiten Sieg, einem 2:1 über Bahrain ins Turnier. Im zweiten Spiel gelang für die Indonesier gegen die hochfavorisierten Saudis bis zur 92. Minute ein 1:1 zu halten, ehe schließlich ein Treffer in den letzten Sekunden die Niederlage bedeutete. Auch im dritten Spiel gegen Südkorea spielte man gut mit und verlor nur mit 0:1.
Auf regionaler Ebene konnte Indonesien bisher fünfmal (2000, 2002, 2004, 2010 und 2021) das Finale der ASEAN-Fußballmeisterschaft erreichen, zum Sieg reichte es allerdings nie.

## Teilnahme an den Olympischen Spielen
- 1956 in Melbourne – 2. Runde (Niederlage im Wiederholungsspiel gegen den späteren Olympiasieger UdSSR)
- 1960 in Rom – nicht qualifiziert
- 1964 in Tokio – Keine Teilnahme
- 1968 in Mexiko-Stadt – nicht qualifiziert
- 1972 in München – nicht qualifiziert
- 1976 in Montreal – nicht qualifiziert
- 1980 in Moskau – nicht qualifiziert
- 1984 in Los Angeles – nicht qualifiziert
- 1988 in Seoul – nicht qualifiziert

Nach 1988 nahm die A-Nationalmannschaft nicht mehr an der Qualifikation zu den Olympischen Spielen teil. Eine indonesische Olympiamannschaft konnte sich bisher nicht qualifizieren.

## Teilnahme an den Weltmeisterschaften
Indonesien konnte sich bisher noch nicht für eine Weltmeisterschaft qualifizieren. 1938 nahm Niederländisch-Indien an der WM-Endrunde teil, musste sich dafür aber nicht qualifizieren, da die Qualifikationsgegner Japan und USA nicht antraten bzw. zurückzogen. In Frankreich bestritt Niederländisch-Indien nur ein Spiel und ist damit die einzige Mannschaft, die bei WM-Endrunden insgesamt nur ein Spiel bestritten hat. In der ewigen Tabelle der WM-Endrundenteilnehmer belegt Indonesien damit den 71. Platz und gehört zu den fünf Mannschaften ohne Torerfolg.
| Jahr | Gastgeberland  | Teilnahme bis …                      | Letzte(r) Gegner | Ergebnis | Trainer                  | Bemerkungen und Besonderheiten |
| ---- | -------------- | ------------------------------------ | ---------------- | -------- | ------------------------ | --- |
| 1930 | Uruguay        | nicht teilgenommen                   |                  |          |                          | |
| 1934 | Italien        | nicht teilgenommen                   |                  |          |                          | |
| 1938 | Frankreich     | Achtelfinale                         | Ungarn           | 15.      | Johannes van Mastenbroek | als Niederländisch-Indien |
| 1950 | Brasilien      | zurückgezogen                        |                  |          |                          | |
| 1954 | Schweiz        | nicht teilgenommen                   |                  |          |                          | |
| 1958 | Schweden       | zurückgezogen                        |                  |          |                          | In der Qualifikation zurückgezogen, da Indonesien gegen Israel nur auf neutralem Boden spielen wollte, was die FIFA ablehnte. |
| 1962 | Chile          | nicht teilgenommen                   |                  |          |                          | |
| 1966 | England        | nicht teilgenommen                   |                  |          |                          | |
| 1970 | Mexiko         | nicht teilgenommen                   |                  |          |                          | |
| 1974 | Deutschland    | nicht qualifiziert                   |                  |          |                          | In der Qualifikation an Australien gescheitert. |
| 1978 | Argentinien    | nicht qualifiziert                   |                  |          |                          | In der Qualifikation in der 1. Runde an Hongkong gescheitert, das sich aber auch nicht qualifizieren konnte. |
| 1982 | Spanien        | nicht qualifiziert                   |                  |          |                          | In der Qualifikation in der 1. Runde an Neuseeland gescheitert. |
| 1986 | Mexiko         | nicht qualifiziert                   |                  |          |                          | In der Qualifikation im Ostasien-Halbfinale an Südkorea gescheitert. |
| 1990 | Italien        | nicht qualifiziert                   |                  |          |                          | In der Qualifikation in der 1. Runde an Nordkorea gescheitert, das sich aber auch nicht qualifizieren konnte. |
| 1994 | USA            | nicht qualifiziert                   |                  |          |                          | In der Qualifikation wieder in der 1. Runde an Nordkorea gescheitert, das sich aber auch wieder nicht qualifizieren konnte. |
| 1998 | Frankreich     | nicht qualifiziert                   |                  |          |                          | In der Qualifikation in der 1. Runde an Usbekistan gescheitert, das sich aber ebenfalls nicht qualifizieren konnte. |
| 2002 | Südkorea/Japan | nicht qualifiziert                   |                  |          |                          | In der Qualifikation in der 1. Runde an China gescheitert. |
| 2006 | Deutschland    | nicht qualifiziert                   |                  |          |                          | In der Qualifikation in der 2. Runde an Saudi-Arabien gescheitert. |
| 2010 | Südafrika      | nicht qualifiziert                   |                  |          |                          | In der Qualifikation in der 2. Runde an Syrien gescheitert, das sich ebenfalls nicht qualifizieren konnte. |
| 2014 | Brasilien      | nicht qualifiziert                   |                  |          |                          | In der Qualifikation traf Indonesien in der 3. Runde auf den Iran, Katar und Bahrain und konnte sich gegen die vorderasiatischen Mannschaften nicht durchsetzen. |
| 2018 | Russland       | aus der Qualifikation ausgeschlossen |                  |          |                          | Eigentlich war Indonesien für die 2. Qualifikationsrunde gesetzt und wurde dort in die Gruppe F mit der Republik China (Taiwan), mit dem Irak, mit Thailand und Vietnam gelost. Da sich die indonesische Regierung jedoch wiederholt in Verbandsangelegenheiten eingemischt hatte, schloss die FIFA Indonesien aus der Qualifikation aus, noch bevor die 2. Qualifikationsrunde begonnen hatte. |
| 2022 | Katar          | nicht qualifiziert                   |                  |          |                          | Nach fünf Niederlagen in der 2. Qualifikationsrunde ohne Chance die 3. Qualifikationsrunde zu erreichen |

## Teilnahme an denFußball-Asienmeisterschaften
- 1996 – Vorrunde
- 2000 – Vorrunde
- 2004 – Vorrunde
- 2007 – Vorrunde / Gastgeber zusammen mit Malaysia, Thailand und Vietnam
- 2011 – nicht qualifiziert
- 2015 – nicht qualifiziert
- 2019 – Da die ersten 2 Qualifikationsrunden dieser Asienmeisterschaft mit der Qualifikation für die Weltmeisterschaft 2018 in Russland identisch waren, wurde Indonesien durch den Ausschluss aus der WM-Qualifikation damit auch gleichzeitig von der Qualifikation zur Fußball-Asienmeisterschaft 2019 ausgeschlossen.
- 2024 – Achtelfinale
- 2027 – Qualifiziert

## Teilnahme an denASEAN-Fußballmeisterschaften
- 1996 – Vierter
- 1998 – Dritter
- 2000 – Zweiter
- 2002 – Zweiter
- 2004 – Zweiter
- 2007 – Gruppenphase
- 2008 – Halbfinale
- 2010 – Zweiter
- 2012 – Vorrunde
- 2014 – Vorrunde
- 2018 – Vorrunde
- 2021 – Zweiter
- 2022 – Halbfinale
- 2024 – Vorrunde

## Rekordspieler
(Stand: 19. November 2024)
| Rekordspieler | Rekordspieler      | Rekordspieler | Rekordspieler |
| Spiele        | Spieler            | Zeitraum      | Tore          |
| ------------- | ------------------ | ------------- | ------------- |
| 111 (105)     | Abdul Kadir †      | 1967–1979     | 70 (68)       |
| 97 (83)       | Iswadi Idris       | 1968–1980     | 55 (52)       |
| 87            | Bambang Pamungkas  | 1999–2018     | 38            |
| 80 (71)       | Kainun Waskito     | 1967–1977     | 31 (28)       |
| 70 (66)       | Jacob Sihasale     | 1966–1974     | 23 (20)       |
| 66            | Firman Utina       | 2001–2014     | 05            |
| 61            | Ponaryo Astaman    | 2003–2013     | 02            |
| 61 (57)       | Soetjipto Soentoro | 1965–1970     | 37 (36)       |
| 60            | Hendro Kartiko     | 1996–2011     | 0             |

| Rekordschützen | Rekordschützen         | Rekordschützen | Rekordschützen |
| Tore           | Spieler                | Zeitraum       | Spiele         |
| -------------- | ---------------------- | -------------- | -------------- |
| 70 (68)        | Abdul Kadir †          | 1967–1979      | 111 (105)      |
| 55 (52)        | Iswadi Idris           | 1968–1980      | 97 (83)        |
| 38             | Bambang Pamungkas      | 1999–2018      | 87             |
| 37 (36)        | Soetjipto Soentoro     | 1965–1970      | 61 (57)        |
| 33             | Kurniawan Dwi Yulianto | 1995–2005      | 59             |
| 31 (28)        | Kainun Waskito         | 1967–1977      | 80 (71)        |
| 27 (25)        | Risdianto              | 1971–1981      | 59 (54)        |
| 23 (20)        | Jacob Sihasale         | 1966–1974      | 70 (66)        |
| 19             | Omo Suratmo            | 1957-1961      | 25             |
| 17             | Rochy Melciano Putiray | 1991–2004      | 41             |
| 16             | Budi Sudarsono         | 2001–2010      | 46             |

## Trainer (unvollständig)
- Antun Pogačnik (1954–1963)
- Wiel Coerver (1975–1976)
- Frans van Balkom (1978–1979)
- Anatoli Polossin (1987–1991)
- Ivan Toplak (1991–1993)
- Romano Mattè (1993–1996)
- Danurwindo (1996)
- Henk Wullems (1996–1997)
- Bernd Schumm (1999)
- Benny Dollo (2000–2001)
- Iwan Kolew (2002–2004)
- Peter Withe (2004–2007)
- Iwan Kolew (2007)
- Benny Dollo (2008–2010)
- Alfred Riedl (2010–2011)
- Wim Rijsbergen (2011–2012)
- Aji Santoso (2011)
- Nil Maizar (2012–2013)
- Rahmad Darmawan (2013)
- Jacksen F. Tiago (2013)
- Alfred Riedl (2013–2014)
- Benny Dollo (2015)
- Alfred Riedl (2016)
- Luis Milla (2017–2018)
- Bima Sakti (2018)
- Simon McMenemy (2019)
- Yeyen Tumena (2019)
- Shin Tae-yong (seit 2019–2025)
- Patrick Kluivert (seit 2025)

## Länderspiele gegen deutschsprachige Fußballnationalmannschaften
|    | Datum      | Ort             | Heimmannschaft | Resultat | Gastmannschaft |
| -- | ---------- | --------------- | -------------- | -------- | -------------- |
| 1. | 20.09.1956 | Karl-Marx-Stadt | DDR            | 3:1      | Indonesien     |
| 2. | 11.02.1959 | Jakarta         | Indonesien     | 2:2      | DDR            |

Bisher gab es keine offiziellen Spiele gegen die Bundesrepublik Deutschland, Österreich, die Schweiz, Liechtenstein und Luxemburg.